# 黒又川第一ダム
黒又川第一ダム（くろまたがわだいいちダム）は、新潟県魚沼市、一級河川・信濃川水系黒又川に建設されたダムである。
電源開発株式会社(J-POWER)が管理をしている発電専用ダムで、高さ91.0メートルの重力式コンクリートダムである。直上流の黒又川第二ダムと共に建設され、認可出力61,500kWの発電を行う。かつては第二ダムとの間で揚水発電を行っていた。ダムによって形成された人造湖は、信濃川水系では規模が大きい部類に入るが、完成以後名称が付けられていない。

## 地理
黒又川は新潟県内における信濃川水系の主要な支流・魚野川の支流である破間川（あぶるまがわ）の小支流である。奥只見シルバーライン付近の日向倉山を水源として急な山岳地帯を北へ流れ、黒又川第二・第一ダムを通過し黒又ダム直下で破間川に合流する。破間川はその後南西に流れを変え、魚沼市四日町で魚野川に合流。魚野川は破間川合流後ほどなく長岡市川口地域で信濃川に注ぎ、日本海へと流れていく。黒又川は流域の全てが急峻な山岳地帯である。
ダムの所在地は完成当時は北魚沼郡入広瀬村であったが、平成の大合併に伴い小出町・守門村・広神村・湯之谷村と合併して魚沼市となっている。

## 沿革

### 只見川分流案
黒又川を含む魚野川流域は、新潟県でも屈指の豪雪地帯である。冬季は数メートルに及ぶ積雪があり、六十里越（国道252号）や八十里越（国道289号）は容易に寸断されていた。だがこの雪は春になると大量の雪融け水となり、穀倉地帯である越後平野を潤していた。魚野川流域は山岳地帯が多く、上流部は険しく至る所に落差の大きい渓谷を形作っていた。こうした気候的・地形的背景は水力発電に最も好都合であり、三国山脈を水源とする魚野川流域や只見川流域は明治時代から水力発電計画が練られた。1926年（大正15年）に黒又川に黒又ダムが建設され、魚野川流域でもダムを用いた水力発電が計画された。1939年（昭和14年）の電力管理法によって発足した日本発送電も引き続き魚野川流域の開発を行い、1941年（昭和16年）には破間川に藪神ダム（重力式。23.0メートル）が完成している。
戦後、只見川流域の水力発電開発は1947年（昭和22年）に日本発送電東北支店が「只見川筋水力開発計画概要」を発表することで本格化した。また日本発送電関東支店は尾瀬原ダム計画を根幹とし、利根川への分水を目的とした尾瀬分水案を発表。経済安定本部と商工省が中心となって組織した「只見川・尾瀬原・利根川総合開発審議会」において検討対象となった。翌1948年（昭和23年）には東北支店と福島県が只見川本流案を「只見川筋水力開発計画概要」をベースにして策定、只見川流域の一貫開発を基本とした水力発電計画を提示するが、同時期新潟県も独自の水力発電計画案を発表した。
これは只見川分流案と呼ばれるもので、只見川本流に計画された奥只見ダムと田子倉ダムからトンネルを通じて信濃川水系に分水するという計画であった。奥只見の水は魚野川支流の佐梨川に、田子倉の水は同じ魚野川支流の破間川に分水して水力発電を行い、発電に使用した水を信濃川に放流することで新規開墾に必要な灌漑（かんがい）用水を供給して当時日本政府が最重要課題としていた食糧増産と電力開発を同時に達成させるというものである。水量の豊富な只見川の河水利用を巡り河川管理者である新潟県は「分流案」、福島県は「本流案」・群馬県は「尾瀬分水案」を推し三つ巴の対立を繰り広げたが、1951年（昭和26年）12月に只見特定地域総合開発計画が策定され政府の依頼を受けたアメリカ合衆国海外技術調査団(OCI)の実地調査が行われた結果、費用対効果など総合的な観点で「本流案」の採用が1953年（昭和28年）に決定した。ところが「分流案」を強力に推進していた岡田正平新潟県知事以下新潟県当局はこの決定に猛反発。裁定を下した第3次吉田内閣に対し揺さぶりを掛けるなど中央政界を巻き込んだ問題に発展した。

### 黒又川分水案
当時の内閣総理大臣である吉田茂は只見川開発の早期促進を命題にしており、尖鋭化する新潟県と福島県の対立を解消するために1952年（昭和27年）に発足した電源開発と共に仲裁に乗り出し、両者の妥協点を探るべく調整を図った。この中で登場したのが黒又川第一・第二ダムを中心とした「黒又川分水案」である。これは電源開発が只見川で開発された電力を利用する東北電力・東京電力と共同で検討し策定された案であり、すなわち奥只見ダムの水を黒又川源流部にトンネルを通じて分水し、第一・第二ダムで貯水して農繁期には必要な分を放流することで灌漑用水を確保する。これにより新潟県の主張をある程度取り入れ「本流案」に基づく開発を直ちに進める考えであった。
1953年（昭和28年）6月23日、経済審議庁長官官邸において新潟県と福島県の両者より意見聴取を行うべく第3回電源開発調整審議会が開催された。政府側からは戸塚九一郎建設大臣と岡野清豪経済審議庁長官、経済界からは藤山愛一郎日本商工会議所会頭ら8人の委員が出席。福島県側からは大竹作摩福島県知事ら県幹部、そして新潟県側からは岡田県知事ら県幹部のほか新潟県選出の衆議院議員である田中角栄と稲葉修が出席、只見川上流部の電力開発を担当する電源開発からは高碕達之助総裁が出席して意見を述べた。この会合で岡田知事は政府が「本流案」へ一方的に肩入れし「分流案」を一顧だにしない姿勢を激しく非難、会合後の報道機関へのインタビューで『思う存分意見をぶちまけてやった』と不満を露にした。しかし「黒又川分水案」については一旦保留として新潟県議会などに諮ることとした。
県議会は「黒又川分水案」についても断固拒否の姿勢を求めたが、新潟県内の経済界を始め各方面から『下手に拒否すれば分水自体が潰れかねず、折角の機会を永久に逃しかねない。ここは大局的な見地で認めるべきだ』との意見が強く出るようになった。県は案について詳細な検討を行った結果思いのほか合理的で、理想に近い案であったこともあり承諾の方向に傾いていった。そして同年7月25日に岡田・大竹両知事は首相官邸に招かれて「黒又川分水案」についての最終決断を吉田首相より迫られた。この席で岡田知事は即座に「分水案」を承諾、大竹知事も福島県議会の反対を抑えて承諾するに至った。本音としては両県とも自らの案を100パーセント実施したかったが、差し迫った電力危機を回避するためには只見特定地域総合開発計画の要である奥只見・田子倉の両発電所建設は早急に進める必要にあるという意識があり、これ以上の停滞を望まなかったことが背景にあった。
新潟・福島両県が「黒又川分水案」を承諾したことで政府は直ちに計画の遂行を電源開発に要望し、8月5日には総理府告示第155号として「只見川電源開発事業」の実施が官報に掲示された。この中で奥只見・田子倉両ダムと共に黒又川分水が正式な事業として計画に加わり、根幹施設である黒又川第一ダムが着手されたのである。

## 難工事

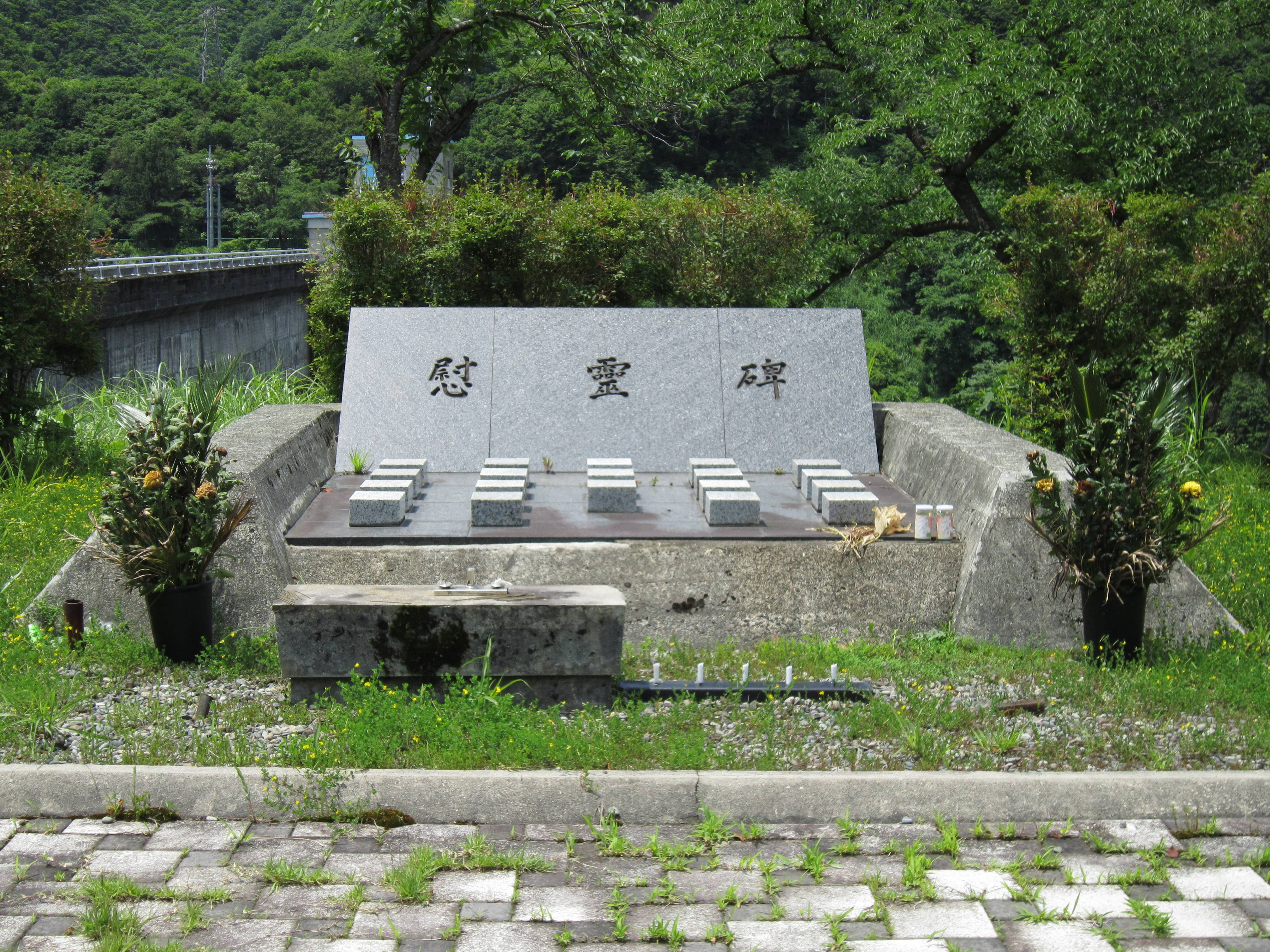
慰霊碑

「黒又川分水」計画は下流より黒又川第一（6万1,500キロワット）・黒又川第二（1万3,500キロワット）・黒又川第三（1万3,700キロワット）・黒又川第四（1万1,000キロワット）の四発電所を建設、奥只見ダムから全長6キロメートルのトンネルを通じて黒又川第四発電所に分水して発電した後、黒又川第一ダムと黒又川第二ダムにおいて貯水。発電に利用後灌漑用水として放流し越後平野に供給を行うことになった。また黒又川第二発電所と黒又川第四発電所は揚水発電とすることも計画に盛り込まれた。下流の水力発電所出力も増強させることで合計12万1,000キロワットの出力が確保される。1953年12月1日に現地調査所が開設されダム・発電所建設に着手したが、早期完成が最大の命題であったことから冬季も工事を進めることが決定した。
まず地元である入広瀬村大栃山集落などとの補償交渉を妥結させた後、本格的な工事に入ったが最大の難点は発電所建設地点における地質の軟弱さであった。黒又川流域における地質の問題は既に経済安定本部や商工省が1948年頃には指摘しており、OCIが「只見川分流案」を却下する最大の要因でもあった。導水トンネルを建設する地点は地すべり地帯で毎年地すべり被害を受けていたが、試験的に掘削を開始したところ湧水や軟弱な地盤が次々現れるなど工事は困難を極めた。軟弱地盤への対応策にはトンネルの鉄筋コンクリートによる補強が施されたが、湧水については排水ポンプがしばしば水没して使用不能になるなど難航し、最終的には排水専用の横坑を掘削して排水するに至った。
黒又川第一ダムの本体工事については電源開発が北海道の十勝川水系で進めていた十勝糠平一貫電源開発計画の根幹事業であった糠平ダム（音更川）で使用された工事用プラントや大規模工事機械を使用することで比較的順調に工事が進捗したが、冬季も工事を進めなければならなかったことから積雪や雪崩に悩まされた。1956年（昭和31年）には観測史上最大の豪雪があり積雪は4.5メートルにも達し、雪崩や着雪による設備への被害が深刻であった。さらに翌1957年（昭和32年）には黒又川流域に豪雨があり設備が流失するなど再度被害を受け、予定工期内に完成させるためその年の冬も工事を続行しなければならなかった。
こうした自然の猛威や地質との戦いを繰り広げながら1957年12月15日にはダム本体が完成し試験的に貯水を行う試験湛水（しけんたんすい）が開始され、翌1958年（昭和33年）2月17日には黒又川第一発電所の一部運転が開始された。そして10月12日に全面運転が開始され、難工事の割には4年11ヶ月という短期間で黒又川第一ダムと発電所は完成したのである。

## 目的

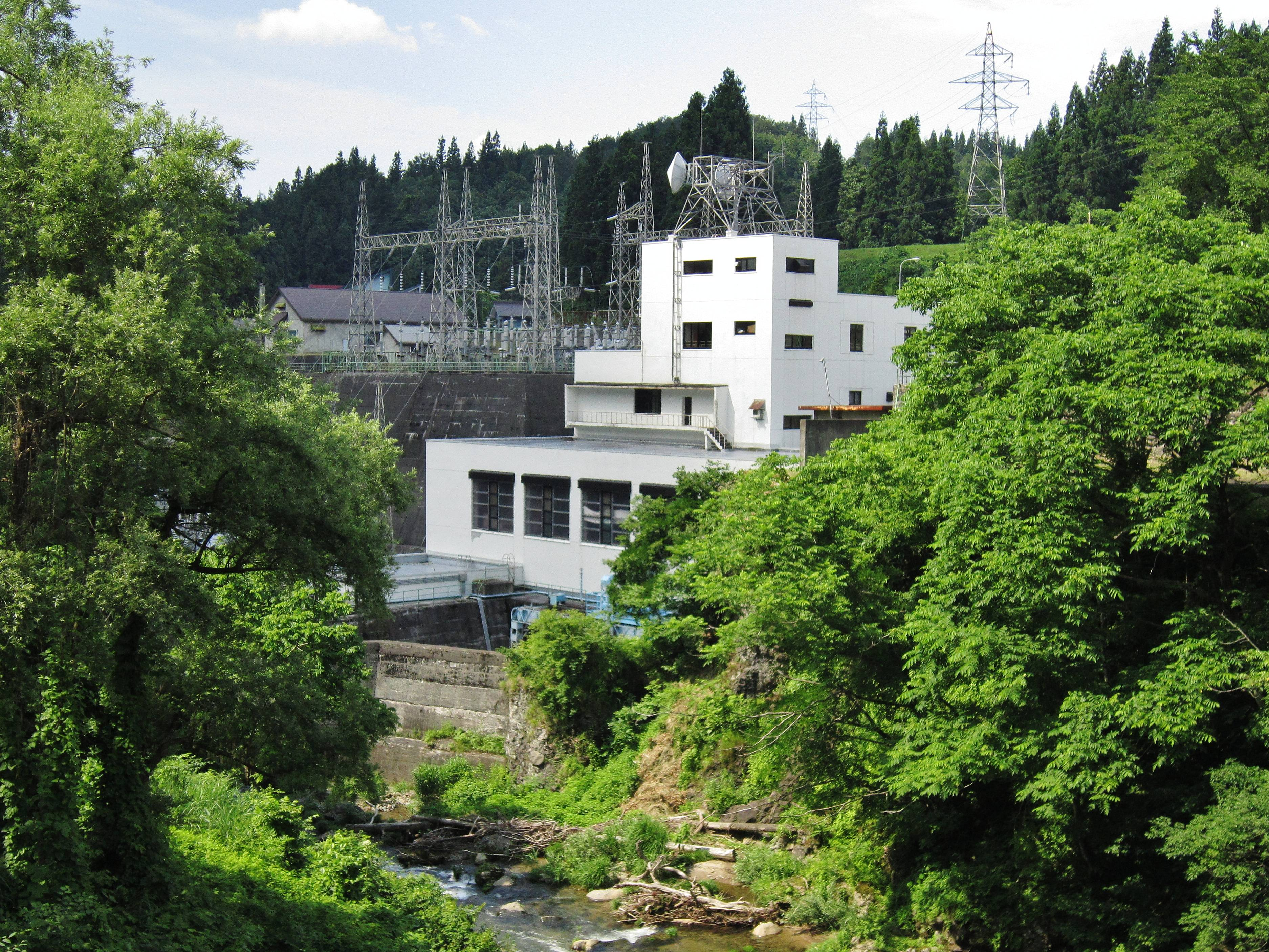
黒又川第一発電所

発電所である黒又川第一発電所はダム直下には建設されず合流先の破間川に建設されたダム水路式発電所である。認可出力6万1,000キロワットと当時としては出力の大きい発電所であった。また第一ダム貯水池に破間川からの水を導水することになったが、この間の落差を利用して水力発電を行う計画が途中から加わった。破間川上流には平石川 取水ダムという取水堰が設けられ、ダムで取水された水はトンネルを経由して破間川支流の末沢川に一旦放流。ここに末沢川第一取水ダムを建設して再度トンネルで黒又川第一ダムに導水される。このうち破間川と末沢川の間にある落差を利用して末沢川の放流口に末沢発電所を建設し、最大1,500キロワットの発電を行うものである。黒又川第一発電所と同時に運転が開始されたが、この末沢発電所は電源開発が所有する水力発電所では最小規模の発電所である。
第一ダム・発電所完成後1961年（昭和36年）からは直上流に黒又川第二ダムの建設が始まり、高さ82.5メートルのアーチ式コンクリートダムで総貯水容量6,000万立方メートルという大規模なダムにもかかわらず、わずか三年で完成している。第二ダムの完成によって1964年（昭和39年）1月14日より自流混合式揚水発電である黒又川第二発電所（認可出力：17,000キロワット）が稼働、新潟県内の信濃川水系では初となる揚水発電が行われた。なお、当初第二ダムは有効貯水容量が1,000万立方メートルであったが、その後現在の規模に拡大したことで新潟平野への灌漑用水供給の目処が立つことになった。このため新潟県は第二発電所完成後に着手する予定であった黒又川第四発電所、すなわち奥只見ダムからの分水計画を取り下げる申し入れを電源開発に行い、1961年（昭和36年）9月に只見川分水は廃止された。これにより新潟県長年の懸案事項であった「只見川分水案」は思わぬ形で解決したのである。
その後黒又川第三発電所計画も中止され、最終的には黒又川第一発電所・黒又川第二発電所による揚水発電および末沢発電所の三発電所体制となったが、その後の諸事情により黒又川第二発電所における揚水発電も中止されて一般水力発電所として規模を縮小することとなり、現在に至っている。発電された電力は送電線を通じ東北電力に供給され、新潟市・仙台市を始め東北地方及び新潟県の電力需要に応えている。

## 観光とアクセス

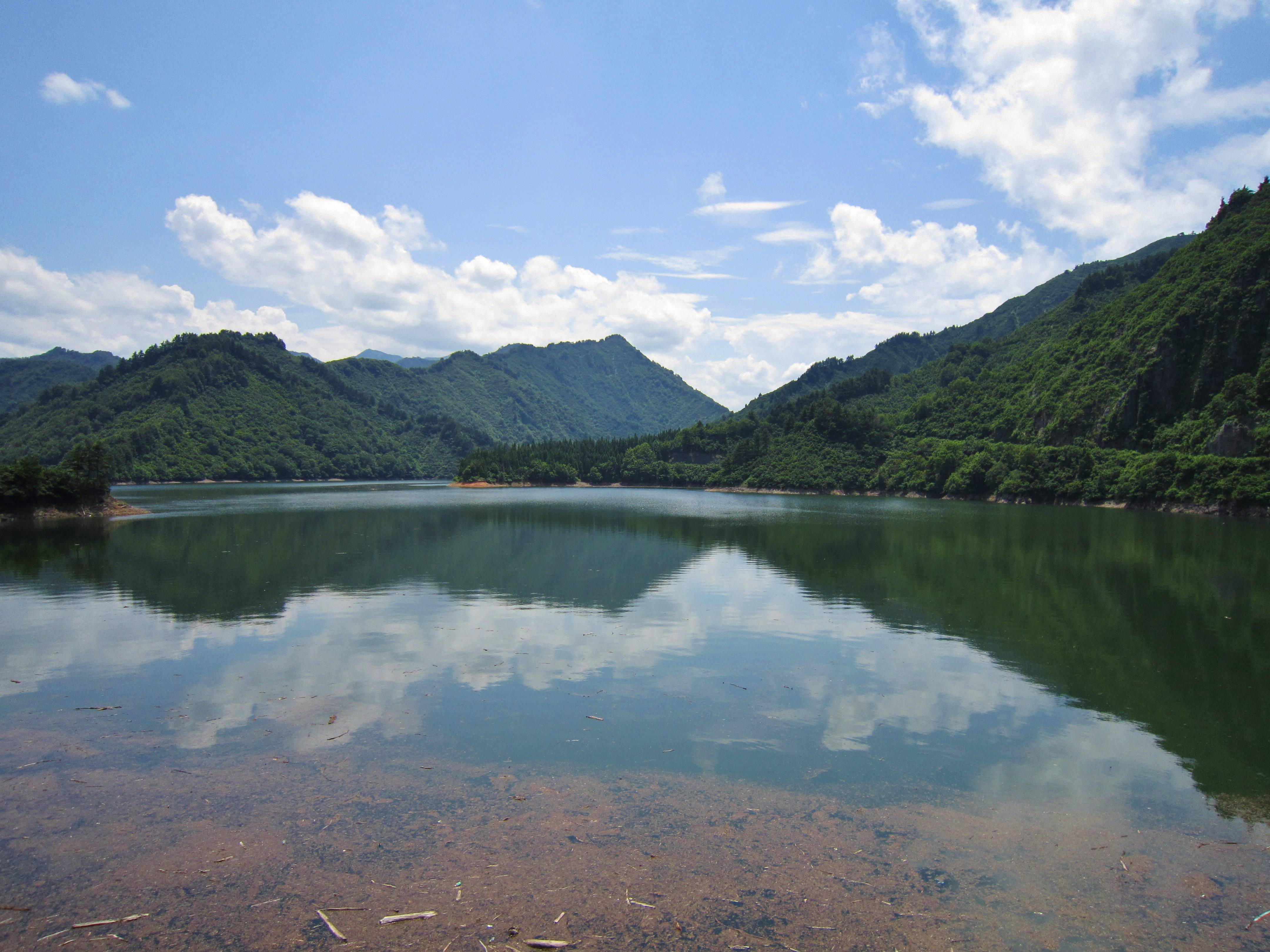
黒又川第一ダム湖

黒又川第一ダムは釣りのスポットとして知られ、朝早くから釣り好きが車を連ねてボートによる釣りを楽しむ。このため休日になるとダム左岸にある駐車場は車であふれる。それ以外に関してはダム周辺に特別の観光スポットはない。
ダムへは関越自動車道・魚沼インターチェンジから国道252号を只見・会津若松方面へ東進し、旧入広瀬村中心部で新潟県道500号に入る。「黒又川第一・第二ダム入口」の看板があるのでそれが目印となる。第一ダムまでは1.5車線の比較的狭い道路であるが、路面は舗装されフラットであり走りやすい。ただ二箇所ほど道路上を川が流れているので、雨天などでは要注意である。さらに第一ダムから第二ダムへ至る道は、2004年（平成16年）の平成16年7月新潟・福島豪雨及び新潟県中越地震によって道路崩落・がけ崩れなどが多発し、2017年現在もなお完全に通行止めである。従って黒又川第二ダムへは行くことが出来ない。